# Ermenfroy de Cusance
Ermenfroy ou Ermenfroi (Ermenfredus en latin), est un saint d'origine germanique, ayant vécu au VIIe siècle, dans le Doubs, où il est particulièrement vénéré. D'abord moine à Luxeuil, il fonde sur les ruines d'un ancien couvent de moniales, le prieuré de Cusance, dont il devient l'abbé. Saint patron des laboureurs et du village de Santoche, saint Ermenfroy (ou Ermenfroi) est fêté le 25 septembre.

## Famille
Ermenfroy, serait issu d'une famille noble, riche et puissante du comté de Bourgogne. Il aurait pour frère Vandelin, pour parents Ermenricus et Waldalina, vivant au domaine de Ranustal, près de Clerval, et pour oncle le chef varasque Isérius, vivant près de Baume-les-Dames et converti par l'abbé Eustache de Luxeuil.

## Vie
Après un passage à l'école du palais du roi Clotaire II avec son frère Vandelin, Ermenfroy entre en religion au monastère de Luxeuil, où il séjourne quelques années.
Ordonné prêtre par l'abbé Valbert, il est chargé avec quelques moines, de relever l'ancien couvent de moniales en ruine, qu'avait bâti Isérius, à Cusance. 
Il donne la liberté aux serfs du domaine et, en 631-632, prend la tête d'une petite communauté religieuse, affiliée au monastère de Luxeuil et observant la règle de saint Colomban, où il meurt le 25 septembre 670.

## Miracles
Dans les Vitae Ermenfredi et Valdalini, Acta SS.Sept, T.VIII, publiées un demi-siècle après la mort d'Ermenfroy, le moine Egilbert, prévôt de Cusance, relate plusieurs miracles, que lui auraient rapportés des bergers ou dont il aurait été le témoin. Parmi eux :
- L'huile d'une lampe, suspendue près du tombeau d'Ermenfroy, qui brûle sans jamais se consumer, voire débordant de quoi en entretenir une seconde.
- Un serviteur du prieuré, qui, devenu aveugle, retrouve la vue après s'être prosterné devant le tombeau d'Ermenfroy.
- Une jeune fille possédée par le diable, qui recouvre la paix intérieure, après avoir prié près de la dite sépulture.
- Un jour un étranger qui parcourait les monastères, les fers aux mains en signe de pénitence, est libéré de ses chaînes après avoir prié devant le tombeau d'Ermenfroy. Selon l'auteur, ces dernières auraient même été conservée au-dessus de la porte de l'église pour témoigner de la protection du saint.
- Une veille de Pâques, les cloches de l'église sonnent plusieurs fois pour appeler les religieux à la prière, en dehors des heures habituelles.

## Vénération
À la mort d'Ermenfroy, l'église Notre-Dame de Cusance, où repose le saint, devient le lieu de pèlerinage le plus important du comté de Bourgogne. À la suite de nombreux miracles les moines de Cusance exposent les ossements du saint dans une châsse pour la vénération des fidèles. Une partie du squelette est envoyée par petit morceau dans les monastères et église de la région. Aujourd'hui des reliques de saint Ermenfroy se trouvent à Baume-les-Dames, Luxeuil, Chaux-les-Clerval, Besançon, Pompierre, Blamont, Abbenans et Chamesol entre autres.  Au IXe siècle, les reliques du saint sont transférées dans l'église de Santoche, puis circulent dans les églises de Pompierre, et de Clerval, où elles sont finalement conservées depuis 1810, nous pouvons voir dans une chapelle latérale de l'église de Clerval, au dessus du maître-autel une châsse contenant deux tibias, un fémur, entier et la moitié d'un autre ainsi qu'une épaule gauche du saint. 
En dépit de ces transferts, les habitants de Santoche, continuent chaque 25 septembre, de fêter Saint Ermenfroy, dont ils ont fait leur patron, à l'instar des fidèles de Clerval.

## Représentations

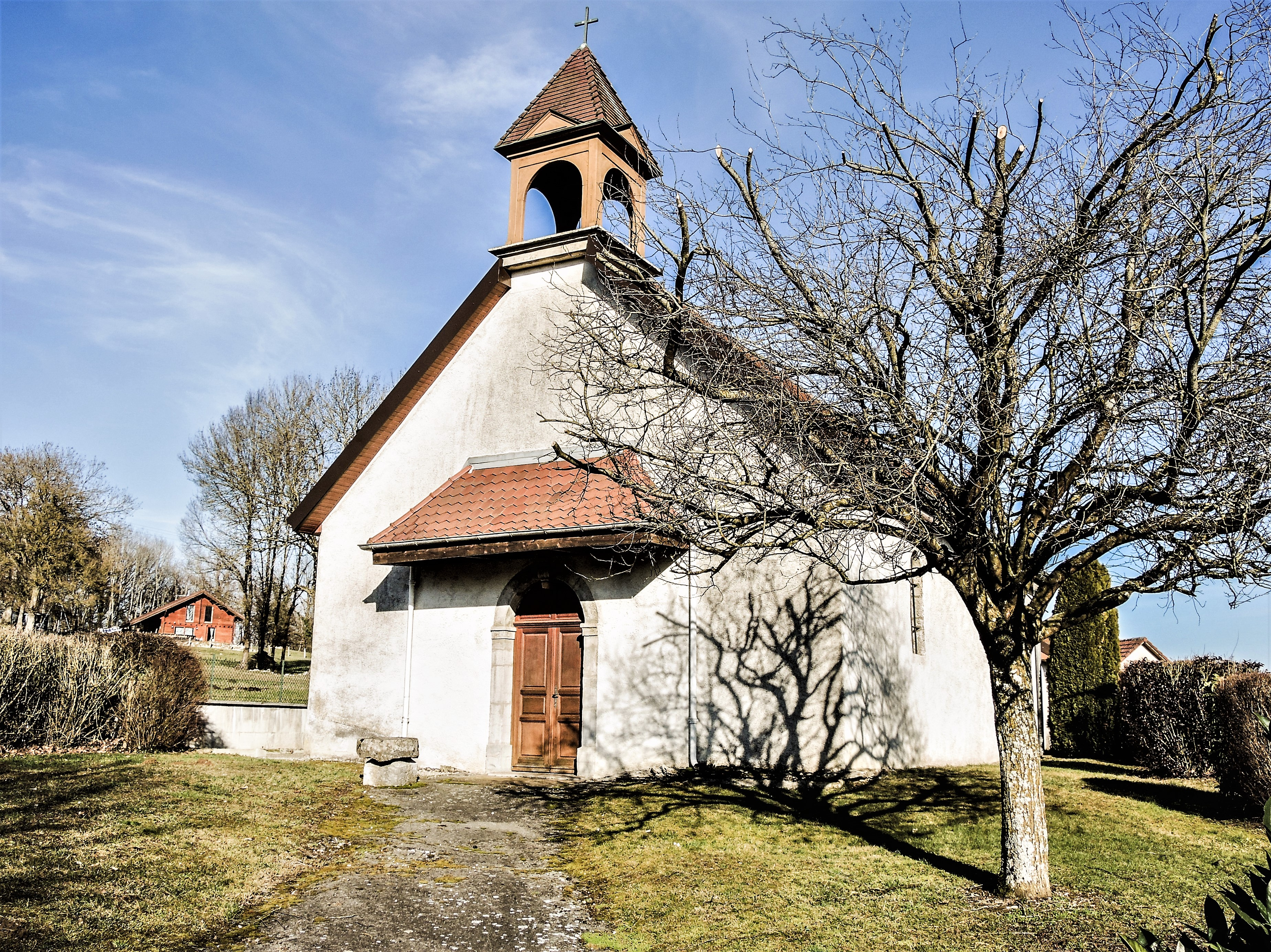
Chapelle Saint-Ermenfroi de Santoche.

- En 1496 la famille Juenet ou Fuenet offrent à l'église de Santoche une statuette du saint en or, argent et cuivre. Saint Ermenfroy est en habit religieux, il tient dans sa main droite un livre fermé et dans l'autre une crosse finement ciselée. Une partie du socle de la statuette laisse apparaître des reliques (un fragment de vertèbre). Ce reliquaire est considéré comme un chef-d'œuvre de l'orfèvrerie religieuse comtoise. Conservé pendant plusieurs années dans l'église de Clerval, il est aujourd'hui dans les trésors de la cathédrale de Besançon.
- Un tableau de grande taille représentant saint Ermenfroy en habit noir de moine. Le saint est assis, le coude droit sur une table et la main droite tenant sa tête. Le tableau est visible dans une chapelle latérale de l'église de Clerval.